# إدارة شؤون التأمين
إدارة شؤون التأمين  في الاقتصاد (بالإنجليزية: Insurance Management) هو قسم من أقسام الشركات الكبيرة يختص باختيار أصول وموجودات الشركة التي يجب التأمين عليها، ويقترح أين يؤمن عليها. كما يعمل القسم على حماية الشركة من خسائر يمكن توقعها أو لا يمكن توقعها. ويتضمن ذلك أيضا اقتراح بوالص التأمين وكميتها، وشركات التأمين التي تختار للتعاقد معها. يقدم القسم اقتراحاته في تلك الشؤون إلى إدارة الشركة للفصل فيها والتصديق على تنفيذها.